# Miloš Hrazdíra
Miloš "Milan" Hrazdíra (Žďárná, 23 november 1945 - Brno 25 januari 1990) was een Tsjechisch wielrenner. 
Hij nam deel aan de Olympische Spelen in 1972 op het onderdeel ploegentijdrit en eindigde daarin als dertiende. Hij was de eerste drievoudige winnaar van de Ronde van Slowakije, in 1967, 1968 en 1973, een record dat in 1985 werd geëvenaard door Jiří Škoda. In 1982 werd hij de enige Tsjechische wielrenner die drie nationale titels in één jaar verroverde: hij werd nationaal kampioen op de weg, op de tijdrit en in de ploegentijdrit. In 1968 won hij Rás Tailteann.

## Belangrijkste overwinningen
1967
Eindklassement Ronde van Slowakije
1968
Eindklassement Ronde van Slowakije
Eindklassement Rás Tailteann
1972
Ronde van Luik
1973
Eindklassement Ronde van Slowakije
1982
Nationaal kampioen op de weg
Nationaal kampioen tijdrijden
Nationaal kampioen ploegentijdrit